# Ștefan Onisie
Ștefan Onisie (* 23. November 1925 in Vulcan; † 7. Juli 1984) war ein rumänischer Fußballspieler und -trainer. Der Mittelfeldspieler bestritt 156 Spiele in der ersten rumänischen Liga, der Divizia A. In den Jahren 1953 und 1956 gewann er mit CCA Bukarest als Spieler, in der Saison 1960/61 als Trainer die rumänische Meisterschaft.

## Spielerkarriere

### Verein
Onisie begann im Jahr 1937 mit dem Fußballspielen bei Minerul Lupeni. Im Jahr 1945 wechselte er zu AMEF Arad, mit dem er in der Saison 1946/47 in der Divizia B spielte. Anfang 1948 wechselte er zu ASA Bukarest, wo er mit den Pokalsiegen 1948/49 und 1950 seine ersten Titel gewann. Anfang 1951 schloss er sich CA Câmpulung Moldovenesc in der Divizia B an und stieg mit dem Klub ins Oberhaus auf. Nach einem dritten Platz in der Saison 1952 wurde der Klub im Sommer 1953 aufgelöst. Onisie kehrte zu CCA Bukarest zurück, wo er in der Rückrunde 1953 nur zweimal zum Einsatz kam und erstmals die rumänische Meisterschaft gewann. Diesen Erfolg konnte er in der Spielzeit 1956 als Stammspieler wiederholen und konnte mit vier Treffern die beste Torausbeute seiner Laufbahn beisteuern. In den folgenden Jahren kam er seltener zum Einsatz und beendete im Jahr 1959 seine aktive Karriere.

### Nationalmannschaft
Onisie kam zu sechs Einsätzen für die rumänische Nationalmannschaft. Er debütierte am 11. Oktober 1953 im WM-Qualifikationsspiel gegen Bulgarien, als er in der Halbzeitpause für Titus Ozon eingewechselt wurde. Zwei Wochen später stand er im entscheidenden Qualifikationsspiel gegen die Tschechoslowakei erstmals in der Startaufstellung. Rumänien verlor mit 0:1 und die Tschechoslowakei fuhr ein Jahr später in die Schweiz.
Nach über zwei Jahren Unterbrechung kehrte Onisie im April 1956 in den Kreis der Nationalmannschaft zurück. Er stand in allen vier Länderspielen des Jahres 1956 in der Startaufstellung und kam am 10. September 1956 gegen Bulgarien zu seinem letzten Länderspiel.

## Trainerkarriere
Nach dem Ende seiner aktiven Laufbahn arbeitete Onisie als Fußballtrainer. Im Sommer 1960 übernahm er als Nachfolger von Gheorghe Popescu erstmals die Mannschaft von CCA Bukarest (später Steaua Bukarest) in der Divizia A. Die Saison 1960/61 schloss er mit dem Gewinn der Meisterschaft ab. Anfang 1962 wurde er durch Popescu abgelöst, dem er selbst wiederum im Sommer 1962 nachfolgte. Nach der Vizemeisterschaft 1963 hinter Dinamo Bukarest wurde er im März 1964 durch Gheorghe Ola ersetzt. Onisie betreute anschließend Aufsteiger Minerul Baia Mare ein Jahr lang in der Divizia, musste im Sommer 1965 jedoch mit seinem Team absteigen.
Im Sommer 1970 wurde Onisie zum dritten Mal Trainer von Steaua Bukarest. Ein Jahr später wurde er von Valentin Stănescu abgelöst. Er übernahm Universitatea Cluj und führte den Klub in der Saison 1971/72 in den UEFA-Pokal. Die nachfolgende Spielzeit beendete er mit seiner Mannschaft nur auf dem letzten Tabellenplatz und musste gehen.

## Erfolge

### Als Spieler
- Rumänischer Meister: 1953, 1956
- Rumänischer Pokalsieger: 1949, 1950, 1955

### Als Trainer
- Rumänischer Meister: 1961